# Малка торбеста къртица
Малката торбеста къртица (Notoryctes caurinus) е вид бозайник от семейство Торбести къртици (Notoryctidae).

## Разпространение
Видът е разпространен в Западна Австралия.